# Brazilosaurus
Brazilosaurus is een geslacht van uitgestorven reptielen uit het Vroeg-Perm (Artinskien). Dit dier behoort tot de orde Mesosauria. Fossielen zijn gevonden in Brazilië.
Het is bekend van exemplaar BSPG 1965 I 131, een enkel skelet dat is teruggevonden in de Assistencia-afzetting van de Irati-formatie (Hanayama Farm, Tatuí, São Paulo), in het Paraná-bekken. Het werd benoemd door T. Shikama en H. Ozaki in 1966 en de typesoort is Brazilosaurus sanpauloensis.
Brazilosaurus is niet te verwarren met de archosauriër Brasileosaurus.